# Giselle Ansley

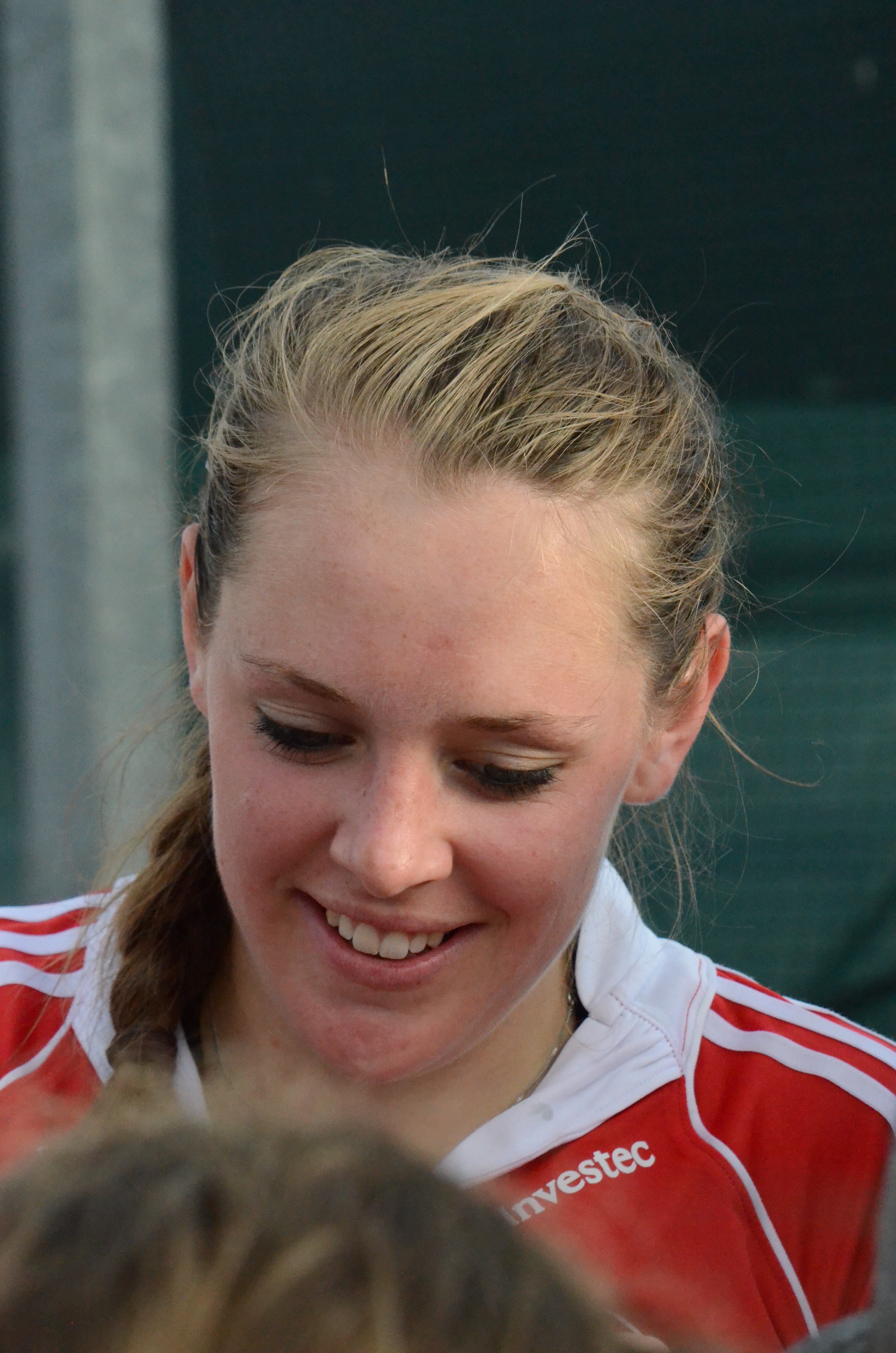
Giselle Ansley (2013)

Giselle Anne Ansley, MBE (* 31. März 1992 in Kingsbridge) ist eine britische Hockeyspielerin. Sie war Olympiasiegerin 2016 und Europameisterin 2015.

## Leben
Die 1,76 m große Verteidigerin debütierte 2013 in der englischen Nationalmannschaft. Bei der Europameisterschaft 2013 in Boom erreichten die Engländerinnen das Finale. Das Spiel endete 4:4, im Penaltyschießen gewannen die Deutschen. Bei den Commonwealth Games 2014 in Glasgow unterlagen die Engländerinnen im Finale der australischen Mannschaft. 2015 war London Austragungsort der Europameisterschaft. Die Engländerinnen gewannen ihre Vorrundengruppe vor den Deutschen und bezwangen im Halbfinale die spanische Mannschaft. Das Finale wurde im Shootout entschieden und die Engländerinnen gewannen gegen die Niederländerinnen. Nach der Europameisterschaft 2015 trat Ansley bis zu den Olympischen Spielen 2016 in Rio de Janeiro nur in der britischen Mannschaft an. Beim Turnier in Rio de Janeiro gewannen die Niederländerinnen und die Britinnen jeweils ihre Vorrundengruppe. Die Britinnen erreichten das Finale mit Siegen über Spanien und Neuseeland. Die Entscheidung im Finale gegen die Niederländerinnen fiel im Shootout, die Britinnen gewannen die Goldmedaille.
Bei der Europameisterschaft 2017 in Amstelveen gewannen die Engländerinnen Bronze vor den Deutschen. Im Frühjahr 2018 siegten die Engländerinnen bei den Commonwealth Games an der australischen Gold Coast im Spiel um Bronze gegen die indische Mannschaft. Drei Monate später bei der Weltmeisterschaft in London unterlagen die Engländerinnen im Viertelfinale den Niederländerinnen. In der Gesamtwertung erreichten sie den sechsten Platz. 2019 belegte die englische Mannschaft den vierten Platz bei der Europameisterschaft in Antwerpen. Zwei Jahre später verpassten die Engländerinnen das Halbfinale bei der Europameisterschaft in Amstelveen und belegten den fünften Platz. Bei den Olympischen Spielen in Tokio bezwangen die Britinnen im Viertelfinale die Spanierinnen im Penaltyschießen, im Halbfinale unterlagen sie den Niederländerinnen mit 1:5. Im Spiel um den dritten Platz trafen die Britinnen auf die Inderinnen und siegten mit 4:3.
2022 besiegten die Engländerinnen bei den Commonwealth Games in Birmingham im Finale die Australierinnen mit 2:1. Zwei Jahre später schied Ansley mit der britischen Mannschaft im Viertelfinale der Olympischen Spiele in Paris gegen die Niederländerinnen aus.
Giselle Ansley bestritt bis August 2024 151 Länderspiele für England und 160 Länderspiele für die britische Mannschaft. Auf Vereinsebene spielte Ansley ab 2013 für den Surbiton Hockey Club, der von 2014 bis 2019 sechs englische Meistertitel in Folge gewann.